# بلک (آلاباما)
بلک شهری است در ایالت آلاباما در کشور آمریکا.

## مکان
بلک در موقعیت () قرار دارد.
با توجه به اطلاعات اداره آمار آمریکا مساحت آن در حدود ۳٫۴ کیلومترمربع است.

## مردم‌شناسی
با توجه به آمار سال ۲۰۰۰ جمعیت آن ۲۱۴ نفر، ۹۷ خانواده در آن ساکن هستند.
تعداد ۱۱۱ واحد خانه در هر مساحت تقریبی (۳۲،۲akm²) قرار دارد.
۲۰،۱% درصد از خانواده‌های فرزند زیر ۱۸ سال داشتند که از این تعداد ۶۰،۸% درصد زوج بوده و ۷،۲% درصد زنان بدون شوهر و ۲۷،۸% درصد نیز غیر خانواده بودند.
متوسط درآمد یک خانواده در حدود ۴۳،۳۳۳ دلار آمریکا است و زنان درآمد متوسط ۳۰،۳۱۳ دلار آمریکا و مردان درآمد متوسط ۱۸،۵۰۰ دلار آمریکا بدست می‌آورند.